# Roskilde Festival 2005
Roskilde Festivalen blev i 2005 afholdt fra den 26. juni til den 3. juli.

## Musikgrupper
- 13 & God (D/US)
- 5th Element feat. Chuck Fender, Richie Spice, Turbulence (JAM)
- Addictive TV (UK)
- Ali Farka Touré feat. Toumani Diabaté (ML)
- Alter Ego (D)
- Die Anarchistische Abendunterhaltung (B)
- ...And You Will Know Us by the Trail of Dead (US)
- Angu (GRL)
- Armand van Helden (US)
- Aroma Jockey ODO7 (NL)
- Ataf (DK)
- Athlete (UK)
- Audioslave (US)
- Autechre (UK)
- The Be Good Tanyas (CAN)
- Beatsteaks (D)
- Bikstok Røgsystem (DK)
- Bjørn Berge (N)
- Black Sabbath (UK)
- Bloc Party (UK)
- The Blue Van (DK)
- Bnegao & Os Seletores de Frequencia (BRA)
- Brian Wilson (US)
- Bright Eyes (US)
- Brúdarbandid (ISL)
- Captain Comatose (D)
- Carl Cox (US)
- Cartridge (DK)
- Chic (US)
- Craig Richards (UK)
- D-A-D (DK)
- Datarock (N)
- The Dears (CAN)
- [Death From Above 1979] (CAN)
- Desorden Publico (VEN)
- Devendra Banhart (US)
- Dial Zero (DK)
- Djosos Krost (DK)
- The Dresden Dolls (US)
- Duran Duran (UK)
- Dwi Mekar (IDN)
- Efterklang (DK)
- Enslaved (NO)
- Enzo Avitabile & Bottari (IT)
- Erwin Thomas (DK)
- Eskobar (S)
- Evil Nine (UK)
- The Faint (US)
- Faiz Ali Faiz (PAK)
- Fantômas (US)
- Femi Kuti & Positive Force (NG)
- Fjärde Världen & Medina (S)
- Flogging Molly (IRL)
- Foo Fighters (US)
- Four Tet (UK)
- The Futureheads (UK)
- The Game (US)
- Gatas Parlament (N)
- Gliss (DK/US)
- The Go! Team (UK)
- Green Day (US)
- The Haunted (S)
- Hess Is More (DK)
- The Hidden Cameras (CAN)
- Håkan Hellström (S)
- Ida Corr (DK)
- Ikscheltaschel (DK)
- Interpol (US)
- ISIS (US)
- The Iskariots (S)
- Jamie Cullum (UK)
- Jimmy Eat World (US)
- Joanna Newsom (US)
- Joe True (DK)
- John Digweed (UK)
- Johnossi (S)
- Juan Luis Guerra (DOM. REP.)
- Junior Senior (DK)
- Kaada/Patton (N/US)
- Kano (UK)
- Karen (DK)
- Kent (band) (S)
- Khonnor (US)
- Konono No 1 (CON/ANG)
- Kå (DK)
- Laid Back (DK)
- Le Tigre (US)
- M83 (F)
- Macaco (E)
- Mahala Raï Banda (ROM)
- Maldoror (JAP/US)
- Mando Diao (SE)
- Mark One & Virus Syndicate (UK)
- The Mars Volta (US) (Aflyst)
- Mastodon (US)
- Mercenary (DK)
- Metric Noise (DK)
- Mew (DK)
- Michael Simpson & Sølvstorm (DK)
- Michele Henderson (DM)
- MikkelModulererMarius
- Mimas (DK)
- Mint Royale (UK)
- The Mitchell Brothers (UK)
- Mory Kanté (GN)
- Mugison (ISL)
- Mylo (UK)
- New Cool Collective Big Band (NL)
- O'Hoi! Soundsystem feat. 2D VJS (DK/UK)
- O'Hoi! Soundsystem feat. DJ 2000F (DK/UK)
- O'Hoi! Soundsystem feat. DJ JSL (DK/UK)
- O'Hoi! Soundsystem feat. Fukt (DK/UK)
- O'Hoi! Soundsystem feat. Kristobal Cologne (DK/UK)
- O'Hoi! Soundsystem feat. MC B-Live (DK/UK)
- O'Hoi! Soundsystem feat. Tim Driver (DK/UK)
- Oh No Ono (DK)
- The Others (UK)
- Outlandish (DK)
- Patton/Rahzel (US)
- The Perceptionists (US)
- Peter Sommer (DK)
- Plan B (UK)
- Plantlife (US)
- Plena Libre (PR)
- The Ponys (US)
- Pål Jackman (N)
- Queens of Noize (UK)
- Radio Mundial (US)
- Rahzel & DJ JS-1 (US)
- The Raveonettes (DK)
- Roots Manuva (UK)
- Röyksopp (N)
- Ska Cubano (CUBA/UK)
- Skambankt (N)
- Snoop Dogg (US)
- Sonic Youth (US)
- Other sides of Sonic Youth (US)
- The Spam Allstars (US)
- Submission (DK)
- SUNN 0))) (US)
- Svartbag (DK)
- Sylvia Marks & Hal 9000 (D)
- The Tears (UK)
- Thievery Corporation (US)
- Opto feat. Thomas Knack & Carsten Nicolai (DK/D)
- Tiken Jah Fakoly (CIV)
- Timbuktu & Damn! (S)
- Tinariwen (ML)
- Tocotronic (D)
- Tokyo Ska Paradise Orchestra (JAP)
- Tom Vek (UK)
- Toumani Diabaté (ML)
- Trentemøller feat. T.O.M. (DK)
- Turbonegro (N)
- Two Lone Swordsmen (UK)
- Tys Tys (DK)
- Unexploded (DK)
- Velvet Revolver (US)
- Warren Suicide (D)
- Warsaw Village Band (PL)
- Yuri Buenaventura (COL)